# Antoni Vaquer Ramis
Antoni Vaquer Ramis va néixer a Felanitx (Mallorca) l'any 1916 i va morir a Palma l'any 1991. Va ser un escriptor, music i pintor. Va compondre "Nadal Nadal" i va recopilar la seva obra literària a "Bimbolles" l'any 1986, un conjunt de poemes i pensaments breus. Amb el pseudònim de Xim d'Aixa col·laborà en el setmanari de "Felanitx" i "Pòrtula". Com a pintor utilitzava la tècnica de l'oli i va exposar a Felanitx i a Palma.